# 娄纯泗
娄纯泗（？—），男，汉族，中华人民共和国政治人物，中国人民解放军少将，现任中国共产党第二十届中央纪律检查委员会委员。